# Anopheles azevedoi
Anopheles azevedoi är en tvåvingeart som beskrevs av Riberio 1969. Anopheles azevedoi ingår i släktet Anopheles och familjen stickmyggor.
Artens utbredningsområde är Angola. Inga underarter finns listade i Catalogue of Life.